# Принцеса (страва)
Принцеса (болг. принцеса) — популярна закуска болгарської національної кухні, різновид «аламінуту», страви «нашвидкуруч», яку можна приготувати «за хвилину». Принцеса дуже подібна до гарячого бутерброду: скибочка хліба, намазана м'ясним фарш і яйцем, або сумішшю фаршу, яйця та сиру, або бринзою з яйцями та спеціями (мелений гострий червоний перець, чорний перець, «шарена сіль», сіль), яку запікають у духовці. Також на бутерброд додають кріп та тертий часник.
У східній та південно-східній Болгарії цей вид закуски називається странджанка (або странженка), від однойменних гір, який відрізняється від «принцеси» своєю довжиною і тим, що в ній більше спецій. Також странджанка запікається із м'ясним фаршем виключно на грилі.